# Puig Rodó (Massís del Montgrí)
El Puig Rodó, nom que l'Institut Cartogràfic de Catalunya atribueix a la muntanya popularment coneguda com a Muntanya d'Ullà o també Puig Anill és una muntanya de 307,9 msnm a cavall dels municipis de Torroella de Montgrí i Ullà, a la comarca catalana del Baix Empordà. Al cim hi ha un vèrtex geodèsic (referència 312094001 de l'ICC). És una muntanya afusada en sentit N-O/SE que deixa al nord la Vall de Santa Caterina. Al seu vessant sud hi ha el Cau del Duc d'Ullà d'interès arqueològic. A l'oest hi ha el Mas Blanc i una vistosa pedrera a cel obert. La muntanya i el seu llit també es coneix com a Àrea 21 (nom d'origen desconegut) per algunes persones. Té quatre pics de diferents altituds coneguts popularment amb els noms de Cim de Gea, Cim d'Hades, Cim de Cronos i Cim d'Afrodita (d'est a oest).
La seva flora està caracteritzada per les extenses clapes de garric. Pel que fa a la fauna hi ha diversitat d'aus i mamífers com, per exemple, les cabres salvatges.